# دراما

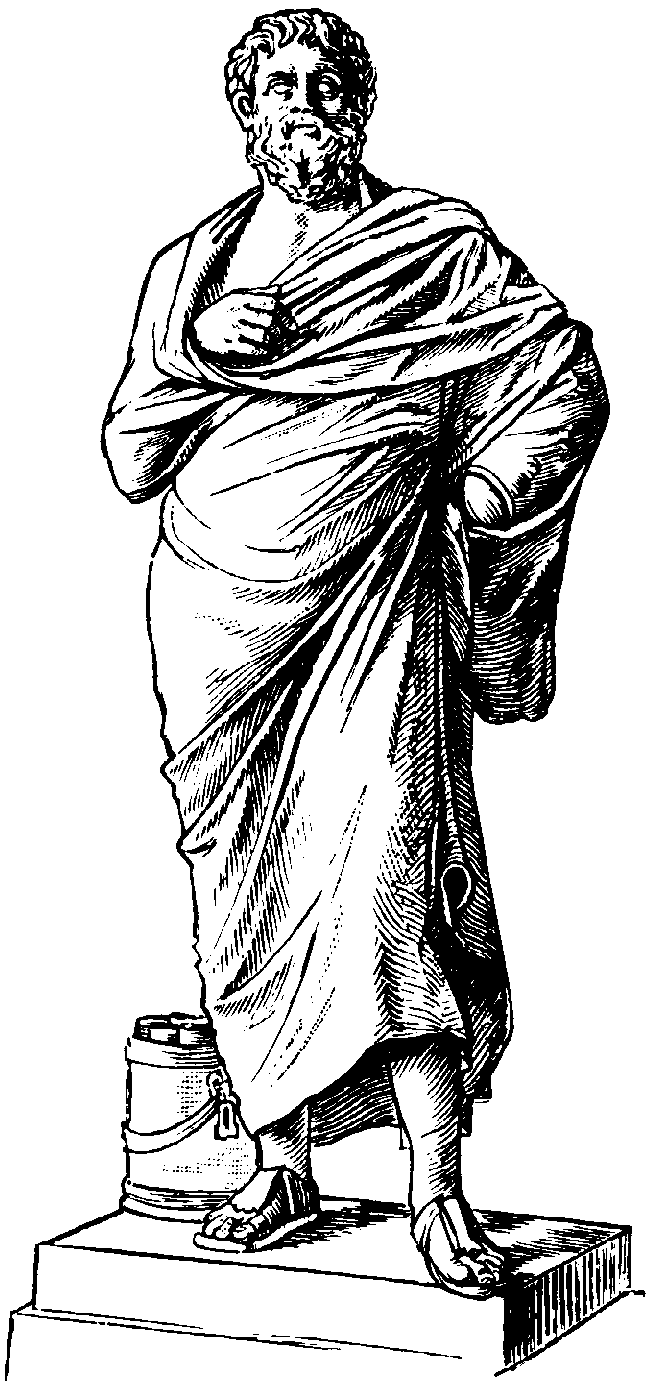
صور تاريخية سوفوكليس في متحف لاتيران.

الدِّراما أدب عن قصص المفارقات أو التعبير الدرامي (بالإنجليزية: Drama)‏ دراما أدب المفارقات الذي تكون فيه المقدمات تخالف النهايات ويحار المشاهد لشخوص وأداء الممثلين ويتوقع المشهد التالي في السياق وتسلسل الرواية أو الحكاية فتحدث المفارقة وتنقض التوقعات للأحداث التالية وهو صنفان مفارقات الملهاة وهي الكوميديا ومفارقات المأساة وهي التراجيديا وهو نوع من التعبير الأدبي المجسد الذي يؤدي تمثيلاً وتشخيصاً في عروض المسرح أو السينما أو التلفزيون (المرناة) أو الإذاعة. أخذت الكلمة من اللغة الإغريقية القديمة "δρᾶμα" وتعني «العمل». وتأتي أيضاً بمعنى التناقض حيث إنها كلمة مشتقة من عدة أسماء لكتاب وفلاسفة مشهورين، حيث يجتمع في هذا النوع من التمثيل خليط من الضحك والجد والواقع والخوف والحزن.
يمكن القول أن الدراما هي النواة الحقيقية لكافة الفنون التي عرفتها شعوب الحضارات القديمة، إلا أن تلك الشعوب لم تضع الدراما ضمن إطار مسرحي أو تستثمرها تحت مسمًى فنيًا آخر، ولم تكن ضمن أسلوب معيشتهم أو سياقهم الاجتماعي، على عكس الإغريق فقد كانت الدراما جزءًا رئيسًا من حياتهم وعقليتهم التي يفكرون بها؛ لذا فهم أدركوها أكثر من غيرهم، ووضعوها في إطارها الصحيح. يمكن القول بأن حضارة الإغريقيين تشترك مع الحضارات الأخرى في كونها نشأت ضمن إطارٍ ديني ووجداني (عبادة ديونيسوس إله الخمر). كما يمكن أن تستخدم الدراما في التعليم والتعلم كما في مدخل السياق القصصي.
يمكن اعتبار المهرجانات الأتيكية الشتوية التي تتضمن موكب الأغنية الفاللية مهدًا للكوميديا وهي إحدى فروع الدراما الثلاث، تأتي التراجيديا بوصفهًا مركزًا ثانويًا للكوميديا ومقر نشأتها هو مهرجانات ديونيسوس الربيعية ضمن أغنية ديثورامبوس التي تؤديها الجوقة، ومن هنا بدأت تتشكل صورة المسرحية بوصفها ثالث فروع الدراما بدءًا من النموذج الإلهي ديونيسوس الذي حظي بأحداث كثيرة في تكوينه الأسطوري، ليصبح الأب للنوع المسرحي من المأساة، وأسس قاعدةً درامية مؤهلة لأن تصبح مسرحًا، كالقوى والعابدات الذين أصبح يقوم بدورهم المؤدون، والطقوس التي تحولت بمرور الوقت إلى عرضًا مسرحيًا تنكريًا.
خرج الديثورامبوس عن دائرة الحوارات الشعرية ومركزية ديونيسوس الموضوعية، وأصبح الممثل لأول مرة يشغل دورًا مستقلاً في مقابل المغني والراقص، بعد أن كان دوره يقتصر على إجابة الأسئلة ضمن حوارٍ مع مؤدو الجوقة، هذا التعديل تحديدًا وضع الديثورامبوس ضمن نطاق الدراما، فقد تحولت من أغنيةٍ إلى تمثيلية.
دخل المونولوج (حديث النفس) على الحوار في الديثورامبوس، ولأول مرة يروي البطل بوصفه شخصيةً رئيسيةً الأحداث بنفسه، ومن هنا بدأ الفصل بين كلاً من الشعر القصصي والشعر الملحمي والشعر التمثيلي. طال التطور منصة الديثورامبوس، واستحدث فيها مكانًا لتغيير الملابس سُمي بالسقيفة، التي أصبحت فيما بعد نواة الشكل للحديث للمسرح المسرح التقليدي، خلال ذلك التطور بقيت تقنية الأقنعة ثابتة حتى نهاية المسرح الاغريقي.
تهتم القصص الدرامية غالباً بالتفاعل الإنساني وكثيراً ما يصاحبها الغناء والموسيقى ويدخل فن الأوبرا ضمن هذا التعريف. وتنقسم الدراما في المفهوم الإغريقي إلى ثلاثة أجزاء الملهاة (الكوميديا) وهو الأداء التمثيلي الذي يؤدي للضحك ممثلاً بالقناع الأبيض الضاحك و‌المأساة (التراجيديا) عكس الملهاة (الكوميديا) وهو الأداء التمثيلي الذي يؤدي إلى الحزن ويمثله القناع الأسود الباكي. أما الجزء الثالث فهو نوع خاص من الدراما يقع بين الاثنين، حيث يعتمد قصص الأساطير ويعرف باسم التراجيكوميدي ويتناول أشخاصها الأسطورية ببعض من السخرية وحديثاً يمكن إدراج بعض أنواع الكوميديا السوداء تحت هذا المسمى. أما في روما القديمة فكانت الدراما أدباً يقرأ. أما على المسرح فكان الأداء ارتجالاً دون الاعتماد على أي نص.

## أنواع الدراما

### ميلودراما
بسبب العاطفة على اشياء قديمة تسمى دراما العاطفة

### مونودراما
يؤديها ممثل واحد كقصة العجوز والبحر في السينما.
والمونودراما فن من الفنون الدرامية وهو من أشكال المسرح التجريبي التي تطورت واتسعت رقعتها خلال القرن العشرين والقائمة على ممثل واحد يسرد الحدث عن طريق الحوار. يتم تعريف المونودراما على أنها «خطبة أو مشهد مطول يتحدث خلاله شخص واحد، وهو نص مسرحي أو سينمائي لممثل واحد. وهو المسؤول عن إيصال رسالة المسرحية ودلالاتها جنباً إلى جنب عناصر المسرحية الأخرى، وفي بعض الأحيان يستعمل تعبير رديف هو عرض الشخص الواحد One Man Show، أو الـ solo play عند الألمان. والمونودراما بهذا المعنى تختلف عن المونولوج Monologue كما تشرحه الموسوعة البريطانية Encyclopedia Britannica وهو» حديث مطول لشخصية مسرحية.

## الدراما التلفزيونية
الدراما التلفزيونية هي واحدة من أنواع البرامج التلفزيونية التي تروي قصصًا مثيرة ومشوقة. تتنوع الدراما التلفزيونية في المواضيع التي تتناولها، مثل الرومانسية، والجريمة، والخيال العلمي، والدراما التاريخية، وغيرها الكثير. تعتبر الدراما التلفزيونية وسيلة رائعة للتسلية والترفيه، وتمنحنا فرصة للتعرف على شخصيات جديدة وعوالم مختلفة والدراما التلفزيونية هي مرآة للحياة وتعكس اهتماماتنا وتواصل قيمنا الأخلاقية. تساهم في توسيع تعاطف المشاهدين وتأخذهم بعيدًا عن الواقع لرؤية العلاقات الاجتماعية بشكل أعمق وأكثر إثارة. الدراما التلفزيونية تقدم قصصًا مشوقة وملهمة تجذبنا وتثير اهتمامنا تأكيد ا الدراما التلفزيونية تقدم قصصًا مثيرة ومشوقة. على سبيل المثال، مسلسل "Game of Thrones" يعرض صراعات سياسية وحروبًا في عالم خيالي مليء بالتشويق والمفاجآت.
- دراما الطفل
- المسرح الذهني
- كوميديا دراما
- دراما تاريخية
- فيلم جريمة
- بناء درامي
- الدراماتورج
- ترفيه
- تاريخ المسرح
- دراما طبية
- ميلودراما
- مونودراما
- مسرحية الأسرار
- دراما سياسية
- مسلسل تلفزيوني طويل
- شعر مسرحي